# Міхалувка (Парчівський повіт)
Міхалувка (пол. Michałówka) — село в Польщі, у гміні Парчів Парчівського повіту Люблінського воєводства.
Населення — 46 осіб (2011).
У 1975-1998 роках село належало до Білопідляського воєводства.

## Демографія
Демографічна структура станом на 31 березня 2011 року:
|          | Загалом | Допрацездатний вік | Працездатний вік | Постпрацездатний вік |
| -------- | ------- | ------------------ | ---------------- | -------------------- |
| Чоловіки | 23      | 7                  | 15               | 1                    |
| Жінки    | 23      | 8                  | 11               | 4                    |
| Разом    | 46      | 15                 | 26               | 5                    |